# Gegard Mousasi
Gegard Mousasi, né le 1er août 1985 à Téhéran (Iran), est un pratiquant néerlandais d'origine arménienne d'Iran d'arts martiaux mixtes (MMA). Il combat actuellement au Bellator MMA dans la division des poids moyens. Il est aussi ceinture noire de judo.

## Parcours en MMA

### Ultimate Fighting Championship

#### Combat en poids mi-lourd
En janvier 2013, la société mère Zuffa ferme l'organisation du Strikeforce. À cette occasion, Gegard Mousasi est transféré dans les effectifs de l'Ultimate Fighting Championship.
Il devait faire ses débuts dans cette nouvelle organisation face au Suédois Alexander Gustafsson, en combat principal de l'UFC on Fuel TV 9, le 6 avril 2013 à Stockholm,.
Mais à cause d'une coupure au-dessus de l'œil gauche faite à l'entrainement, la fédération suédoise de MMA n'autorise pas ce dernier à participer à ce match.
À quelques jours de l'évènement, l'UFC remplace alors Gustafsson par un de ses partenaires d'entrainement, Ilir Latifi.
Grand favori pour ce combat, Mousasi le remporte par décision unanime, évitant les tentatives d'amenées au sol de son adversaire pour s'imposer en combat debout.
Après cette domination peu convaincante face à un compétiteur encore peu connu du monde du MMA, Mousasi annonce avoir combattu avec une blessure au genou contractée lors de sa préparation et subit alors une opération chirurgicale.

#### Passage en poids moyen
Après cette première victoire en poids mi-lourd, il décide de redescendre chez les poids moyens où il estime pouvoir prétendre plus rapidement au titre s'il parvient à battre un grand nom.
Il fait donc part de son envie d'affronter Lyoto Machida, ayant décidé lui aussi de faire ses débuts dans cette catégorie de poids inférieure et sortant d'un premier succès face à Mark Muñoz. Le combat est alors programmé en tête d'affiche de l'UFC Fight Night 36 au Brésil, le 15 février 2014.
Mousasi perd ce combat par décision unanime, dominé par son adversaire malgré une réelle opposition.
Les deux hommes obtiennent le bonus du combat de la soirée.
Il a l'occasion de rebondir contre Mark Muñoz en tête d'affiche de l'UFC Fight Night 41 se déroulant à Berlin le 31 mai 2014.
Mousasi réussit à contrer la lutte de son adversaire avant de soumettre ce dernier par étranglement arrière dans le premier round.
Cela lui permet par la même de remporter un bonus de performance de la soirée.
Son parcours continue avec une seconde confrontation face à Ronaldo Souza. Si le combat est d'abord programmé en tant que second combat principal de l'UFC 176 devant se dérouler début août,
il est finalement déplacé en vedette de l'UFC Fight Night 50 du 5 septembre après l'annulation de la soirée.
Vainqueur de leur première rencontre par KO malgré quelques difficultés, Mousasi ne renouvèle pas cette performance. Souza domine les débats et finit par remporter la victoire par soumission en étranglement en guillotine dans le troisième round.
Gegard Mousasi et Roan Carneiro sont ensuite programmés pour l'UFC Fight Night 77 du 27 septembre 2015 à Saitama.
Carneiro se blesse cependant à un peu plus d'un mois de l'échéance et c'est alors Uriah Hall qui le remplace.
Après une première reprise contrôlée au sol par Mousasi, le Néerlandais se fait pourtant surprendre en début de second round par un coup de pied retourné suivi d'un coup de genou sauté. Hall continue par quelques coups de poing pour l'emporter alors par TKO.
Mousasi est en décembre 2015 brièvement annoncé face à Michael Bisping pour l'UFC Fight Night 83 du 27 février 2016,
mais c'est finalement l'ancien champion des poids moyens de l'UFC, Anderson Silva qui lui est préféré.
Le combattant reste tout de même prévu au programme dans un combat face à Thales Leites qu'il remporte par décision unanime des juges.

## Palmarès en arts martiaux mixtes
| 55 combats     | 45 victoires | 8 défaites |
| Par KO         | 25           | 1          |
| Par soumission | 12           | 3          |
| Sur décision   | 8            | 4          |
| Égalités       | 2            | 2          |

| Résultat | Record | Adversaire               | Méthode                                           | Événement                             | Date              | Round | Temps | Lieu                                    | Notes |
| -------- | ------ | ------------------------ | ------------------------------------------------- | ------------------------------------- | ----------------- | ----- | ----- | --------------------------------------- | --- |
| Défaite  | 45-8-2 | Fabian Edwards           | Décision unanime                                  | Bellator 296 Mousasi VS Edwards       | 12 mai 2023       | 5     | 5:00  | Paris, France                           | Pour le Poids moyens.                                                                                        |
| Défaite  | 45-7-2 | Rafael Lovato Jr         | décision partagé                                  | Bellator 223: Mousasi VS Lovato       | 22 juin 2019      | 5     | 5:00  | Londres, Royaumes Unis                  | perd le titre des poids moyens du Bellator.                                                                  |
| Victoire | 45-6-2 | Rory MacDonald           | TKO (coups de poing/coude)                        | Bellator 206: Mcdonald vs. Mousasi    | 29 septembre 2018 | 2     | 3:23  | SAP Center, San Jose, California        | Défend le titre des poids moyens du Bellator.                                                                |
| Victoire | 44-6-2 | Rafael Carvalho          | TKO (coups de poing)                              | Bellator 200: Carvalho vs. Mousasi    | 25 mai 2018       | 1     | 3:35  | Wembley, Londres, Angleterre            | Remporte le titre des poids moyens du Bellator.                                                              |
| Victoire | 43-6-2 | Alexander Shlemenko      | Décision unanime                                  | Bellator 185: Mousasi vs. Shlemenko   | 20 octobre 2017   | 3     | 5:00  | Uncasville, Connecticut, États-Unis     | |
| Victoire | 42-6-2 | Chris Weidman            | TKO (coup de genou)                               | UFC 210: Cormier vs. Johnson II       | 8 avril 2017      | 2     | 3:13  | Buffalo, New York, États-Unis           | |
| Victoire | 41-6-2 | Uriah Hall               | TKO (coups de poing)                              | UFC Fight Night: Mousasi vs. Hall II  | 19 novembre 2016  | 1     | 4:37  | Belfast, Irlande du Nord                | |
| Victoire | 40-6-2 | Vitor Belfort            | TKO (coups de poing)                              | UFC 204: Bisping vs. Henderson II     | 8 octobre 2016    | 2     | 2:43  | Manchester, Angleterre                  | |
| Victoire | 39-6-2 | Thiago Santos            | TKO (coups de poing)                              | UFC 200: Tate vs. Nunes               | 9 juillet 2016    | 1     | 5:00  | Las Vegas, Nevada, États-Unis           | |
| Victoire | 38-6-2 | Thales Leites            | Décision unanime                                  | UFC Fight Night: Silva vs. Bisping    | 27 février 2016   | 3     | 5:00  | Londres, Angleterre                     | |
| Défaite  | 37-6-2 | Uriah Hall               | TKO (coup de genou sauté et coups de poing)       | UFC Fight Night: Barnett vs. Nelson   | 27 septembre 2015 | 2     | 0:25  | Saitama, Japon                          | |
| Victoire | 37-5-2 | Costas Philippou         | Décision unanime                                  | UFC Fight Night: Edgar vs. Faber      | 16 mai 2015       | 3     | 5:00  | Pasay, Philippines                      | |
| Victoire | 36-5-2 | Dan Henderson            | TKO (coups de poing)                              | UFC on Fox: Gustafsson vs. Johnson    | 24 janvier 2015   | 1     | 1:10  | Stockholm, Suède                        | |
| Défaite  | 35-5-2 | Ronaldo Souza            | Soumission (étranglement en guillotine)           | UFC Fight Night: Souza vs. Mousasi    | 5 septembre 2014  | 3     | 4:30  | Ledyard, Connecticut, États-Unis        | |
| Victoire | 35-4-2 | Mark Muñoz               | Soumission (étranglement arrière)                 | UFC Fight Night: Muñoz vs. Mousasi    | 31 mai 2014       | 1     | 3:57  | Berlin, Allemagne                       | Performance de la soirée.                                                                                    |
| Défaite  | 34-4-2 | Lyoto Machida            | Décision unanime                                  | UFC Fight Night: Machida vs. Mousasi  | 15 février 2014   | 5     | 5:00  | Jaraguá do Sul, Brésil                  | Combat de la soirée.                                                                                         |
| Victoire | 34-3-2 | Ilir Latifi              | Décision unanime                                  | UFC on Fuel TV: Mousasi vs. Latifi    | 6 avril 2013      | 3     | 5:00  | Stockholm, Suède                        | |
| Victoire | 33-3-2 | Mike Kyle                | Soumission (étranglement arrière)                 | Strikeforce: Marquardt vs. Saffiedine | 12 janvier 2013   | 1     | 4:09  | Oklahoma City, Oklahoma, États-Unis     | |
| Victoire | 32-3-2 | Ovince St. Preux         | Décision unanime                                  | Strikeforce: Melendez vs. Masvidal    | 17 décembre 2011  | 3     | 5:00  | San Diego, Californie, États-Unis       | |
| Victoire | 31-3-2 | Hiroshi Izumi            | TKO (coups de poing)                              | Dream: Japan GP Final                 | 16 juillet 2011   | 1     | 3:29  | Tokyo, Japon                            | Défend le titre des poids mi-lourds du Dream.                                                                |
| Égalité  | 30-3-2 | Keith Jardine            | Égalité majoritaire (Mousasi 29-27, 28-28, 28-28) | Strikeforce: Diaz vs. Daley           | 9 avril 2011      | 3     | 5:00  | San Diego, Californie, États-Unis       | Mousari écope d'un point de pénalité par juge pour coup non autorisé.                                        |
| Victoire | 30-3-1 | Tatsuya Mizuno           | Soumission (étranglement arrière)                 | Dream 16                              | 25 septembre 2010 | 1     | 6:10  | Nagoya, Japon                           | Finale du Grand Prix 2010 des poids mi-lourds du Dream. Remporte le titre des poids mi-lourds du Dream.      |
| Victoire | 29-3-1 | Jake O'Brien             | Soumission (étranglement en guillotine)           | Dream 15                              | 10 juillet 2010   | 1     | 0:31  | Saitama, Japon                          | Demi-finale du Grand Prix 2010 des poids mi-lourds du Dream. Combat en poids intermédiaire à 212 lb (96 kg). |
| Défaite  | 28-3-1 | Muhammed Lawal           | Décision unanime                                  | Strikeforce: Nashville                | 17 avril 2010     | 5     | 5:00  | Nashville, Tennessee, États-Unis        | Perd le titre des poids mi-lourds du Strikeforce.                                                            |
| Victoire | 28-2-1 | Gary Goodridge           | TKO (coups de poing)                              | Dynamite!! 2009                       | 31 décembre 2009  | 1     | 1:34  | Saitama, Japon                          | Combat en poids lourd.                                                                                       |
| Victoire | 27-2-1 | Rameau Thierry Sokoudjou | TKO (coups de poing)                              | Strikeforce: Fedor vs. Rogers         | 7 novembre 2009   | 2     | 3:43  | Hoffman Estates, Illinois, États-Unis   | Combat sans ceinture en jeu.                                                                                 |
| Victoire | 26-2-1 | Renato Sobral            | KO (coups de poing)                               | Strikeforce: Carano vs. Cyborg        | 15 août 2009      | 1     | 1:00  | San José, Californie, États-Unis        | Gagne le titre des poids mi-lourds du Strikeforce.                                                           |
| Victoire | 25-2-1 | Mark Hunt                | Soumission (kimura)                               | Dream 9                               | 26 mai 2009       | 1     | 1:19  | Yokohama, Japon                         | Quart de finale du Grand Prix Super Hulk du Dream. Combat en poids libre.                                    |
| Victoire | 24-2-1 | Ronaldo Souza            | KO (upkick)                                       | Dream 6                               | 23 septembre 2008 | 1     | 2:15  | Saitama, Japon                          | Finale du Grand Prix 2008 des poids moyens du Dream. Remporte le premier titre des poids moyens du Dream.    |
| Victoire | 23-2-1 | Melvin Manhoef           | Soumission (étranglement en triangle)             | Dream 6                               | 23 septembre 2008 | 1     | 1:28  | Saitama, Japon                          | Demi-finale du Grand Prix 2008 des poids moyens du Dream.                                                    |
| Victoire | 22-2-1 | Yoon Dong-Sik            | Décision unanime                                  | Dream 4                               | 15 juin 2008      | 2     | 5:00  | Yokohama, Japon                         | Quart de finale du Grand Prix 2008 des poids moyens du Dream.                                                |
| Victoire | 21-2-1 | Denis Kang               | Soumission (étranglement en triangle)             | Dream 2                               | 29 avril 2008     | 1     | 3:10  | Saitama, Japon                          | Premier tour du Grand Prix 2008 des poids moyens du Dream.                                                   |
| Victoire | 20-2-1 | Steve Mensing            | TKO (coups de poing)                              | M-1 Mixfight                          | 2 mars 2008       | 1     | 2:44  | Landsmeer, Pays-Bas                     | |
| Victoire | 19-2-1 | Evangelista Santos       | TKO (coups de poing)                              | HCF: Destiny                          | 1er février 2008  | 1     | 3:42  | Calgary, Alberta, Canada                | Combat en poids intermédiaire à 194 lb (88 kg).                                                              |
| Victoire | 18-2-1 | Damir Mirenic            | TKO (coups de poing)                              | HCF: Title Wave                       | 19 octobre 2007   | 1     | 4:46  | Calgary, Alberta, Canada                | |
| Victoire | 17-2-1 | Kyacey Uscola            | TKO (coups de poing)                              | Bodog Fight                           | 25 août 2007      | 1     | 4:56  | Vancouver, Colombie-Britannique, Canada | |
| Victoire | 16-2-1 | Alexander Kokoev         | Décision unanime                                  | M-1 MFC: Battles                      | 21 juillet 2007   | 3     | 5:00  | Saint-Pétersbourg, Russie               | |
| Victoire | 15-2-1 | Grégory Bouchelaghem     | Soumission (coups de poing)                       | CWFC: Enter                           | 9 décembre 2006   | 1     | 2:20  | Nottingham, Angleterre                  | Remporte le titre des poids moyens du Cage Warriors.                                                         |
| Victoire | 14-2-1 | Hector Lombard           | Décision unanime                                  | Pride Bushido 13                      | 5 novembre 2006   | 2     | 5:00  | Yokohama, Japon                         | Combat de remplacement du Grand Prix 2006 des poids mi-moyens du Pride FC.                                   |
| Défaite  | 13-2-1 | Akihiro Gono             | Soumission (clé de bras)                          | Pride Bushido 12                      | 26 août 2006      | 2     | 4:24  | Nagoya, Japon                           | Quart de finale du Grand Prix 2006 des poids mi-moyens du Pride FC.                                          |
| Victoire | 13-1-1 | Makoto Takimoto          | TKO (blessure)                                    | Pride Bushido 11                      | 4 juin 2006       | 1     | 5:34  | Saitama, Japon                          | Premier tour du Grand Prix 2006 des poids mi-moyens du Pride FC.                                             |
| Victoire | 12-1-1 | Hidetada Irie            | TKO (arrêt du Coin)                               | Deep: 24 Impact                       | 11 avril 2006     | 2     | 1:29  | Tokyo, Japon                            | |
| Victoire | 11-1-1 | Sanjin Kadunc            | TKO (coups de poing)                              | Future Battle                         | 5 mars 2006       | 1     | 0:35  | Berg-op-Zoom, Pays-Bas                  | |
| Victoire | 10-1-1 | Andre Fyeet              | TKO (coups de poing)                              | 2H2H: Mixed Fight                     | 17 décembre 2005  | 1     | 0:40  | Landsmeer, Pays-Bas                     | |
| Victoire | 9-1-1  | Tsuyoshi Kurihara        | KO (coup de Genou)                                | Deep: 22 Impact                       | 2 décembre 2005   | 1     | 0:10  | Tokyo, Japon                            | |
| Victoire | 8-1-1  | Stefan Klever            | TKO (coups de poing)                              | Europe: Rotterdam Rumble              | 9 octobre 2005    | 1     | 3:39  | Rotterdam, Pays-Bas                     | |
| Victoire | 7-1-1  | Chico Martinez           | Soumission (étranglement arrière)                 | JE: Holland vs. Russia                | 24 avril 2005     | 1     | 4:39  | Landsmeer, Pays-Bas                     | |
| Victoire | 6-1-1  | John Donnelly            | Soumission (clé de bras)                          | Rings: Bushido Ireland                | 12 mars 2005      | 1     | 1:02  | Dublin, Irlande                         | |
| Défaite  | 5-1-1  | Petras Markevičius       | Soumission (clé de bras)                          | Fight Festival 13                     | 28 février 2005   | 2     | 1:49  | Helsinki, Finlande                      | |
| Victoire | 5-0-1  | Erik Oganov              | Soumission (étranglement arrière)                 | M-1 MFC: Fight Night                  | 5 février 2005    | 1     | 2:16  | Saint-Pétersbourg, Russie               | |
| Victoire | 4-0-1  | Rody Trost               | TKO (coups de poing)                              | IMA: Mix Fight                        | 19 décembre 2004  | 1     | 3:18  | Landsmeer, Pays-Bas                     | |
| Victoire | 3-0-1  | Niko Puhakka             | Soumission (étranglement arrière)                 | Fight Festival 11                     | 11 septembre 2004 | 2     | 2:17  | Helsinki, Finlande                      | |
| Égalité  | 2-0-1  | Gilson Ferreira          | Égalité                                           | Fight Gala                            | 15 novembre 2003  | 2     | 5:00  | Zaandam, Pays-Bas                       | |
| Victoire | 2-0    | Xander Nel               | TKO (coups de poing)                              | IMA: Mixfight                         | 12 octobre 2003   | 1     | 1:05  | Badhoevedorp, Pays-Bas                  | |
| Victoire | 1-0    | Daniel Spek              | TKO (coups de poing)                              | 2H2H: 1st Open Team                   | 27 avril 2003     | 1     | 3:40  | Amsterdam, Pays-Bas                     | |